# Aire d'attraction de Chazelles-sur-Lyon
L'aire d'attraction de Chazelles-sur-Lyon est un zonage d'étude défini par l'Insee pour caractériser l’influence de la commune de Chazelles-sur-Lyon sur les communes environnantes.

### Carte

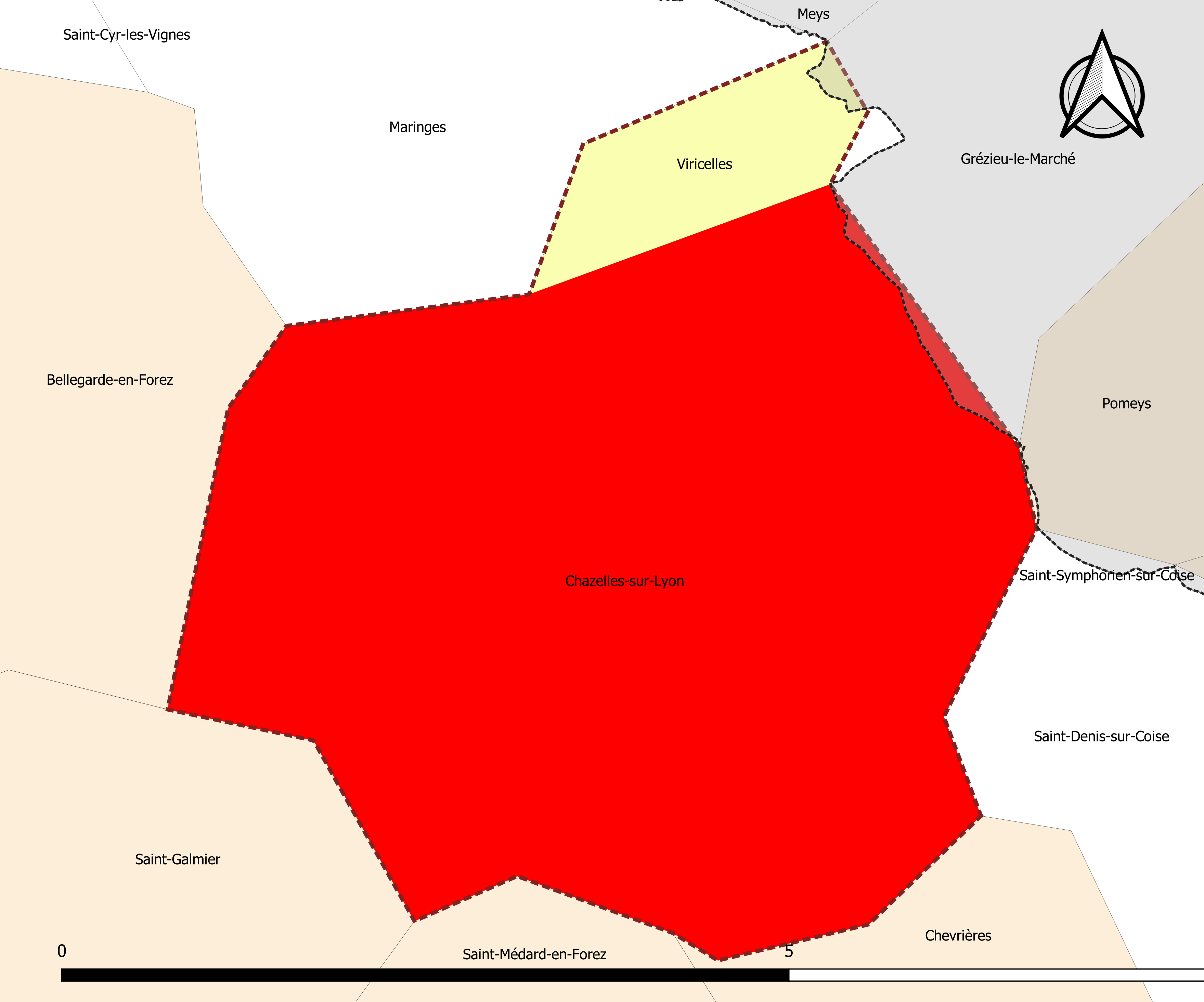
Carte de l'aire d'attraction de Chazelles-sur-Lyon.
Commune-centre
Commune de la couronne

## Définition
L'aire d'attraction d'une ville est composée d’un pôle, défini à partir de critères de population et d’emploi ainsi que d’une couronne constituée des communes dont au moins 15 % des actifs travaillent dans le pôle. Le pôle d’attraction constitue ainsi un point de convergence des déplacements domicile-travail,.

## Géographie
L’aire d'attraction de Chazelles-sur-Lyon est une aire intra-départementale qui comporte 2 communes dans la Loire. 

### Composition communale
| Nom                                 | Code Insee | Département | Statut                 | Superficie (km2) | Population (dernière pop. légale) | Densité (hab./km2) | Modifier                                    |
| ----------------------------------- | ---------- | ----------- | ---------------------- | ---------------- | --------------------------------- | ------------------ | ------------------------------------------- |
| Chazelles-sur-Lyon (commune-centre) | 42059      | Loire       | commune-centre         | 20,91            | 5 507 (2022)                      | 263                | modifier les données · modifier les données |
| Viricelles                          | 42335      | Loire       | commune de la couronne | 2,00             | 448 (2022)                        | 224                | modifier les données · modifier les données |

## Démographie
Cette aire est catégorisée dans les aires de moins de 50 000 habitants, une catégorie qui regroupe 12,2 % de la population au niveau national,.